# Lycaena calliopis
Lycaena calliopis är en fjärilsart som beskrevs av Jean Baptiste Boisduval 1833. Lycaena calliopis ingår i släktet Lycaena och familjen juvelvingar. Inga underarter finns listade i Catalogue of Life.